# نات (روح)

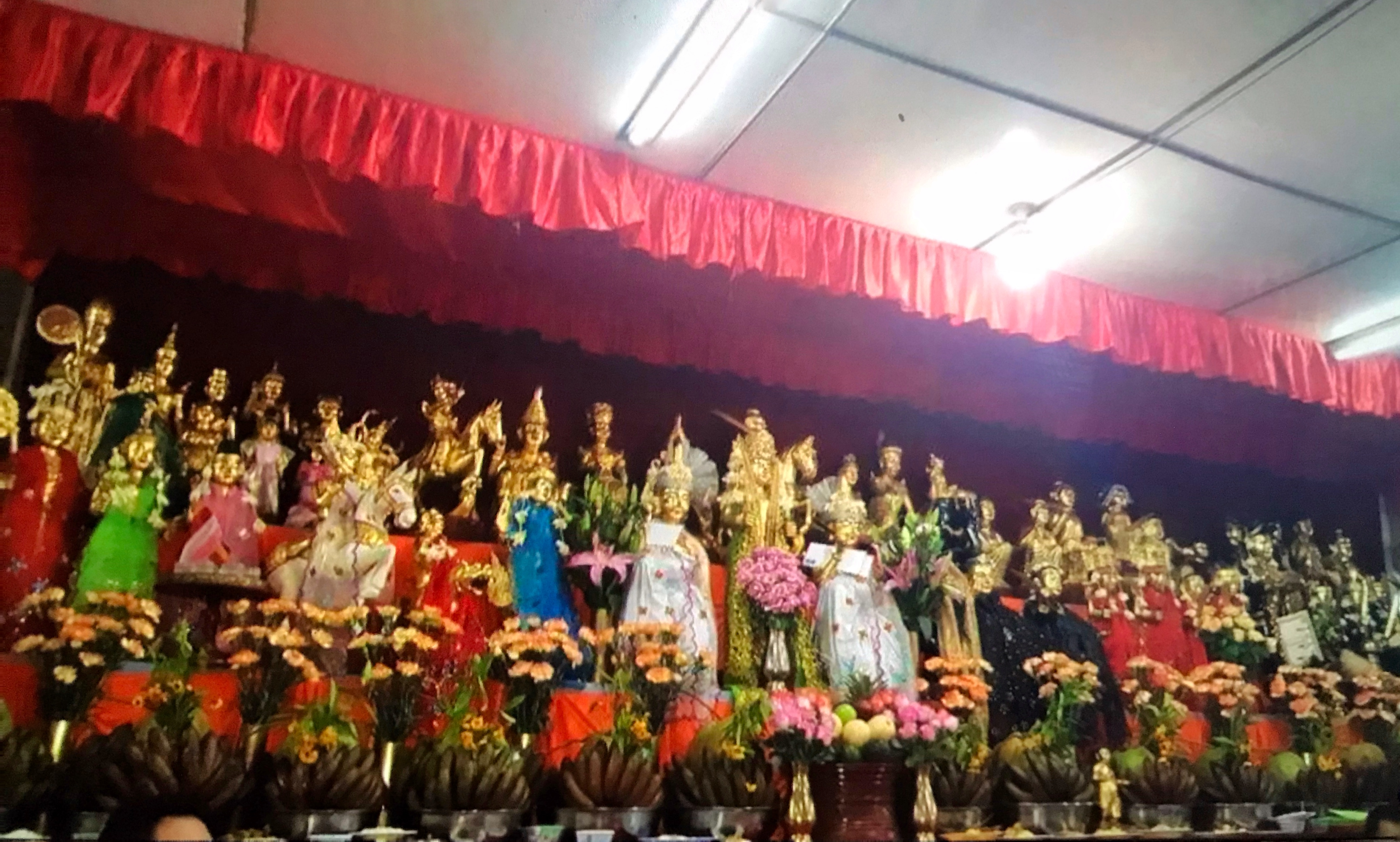
مجسمه‌های نات‌های میانمار در زیارتگاه

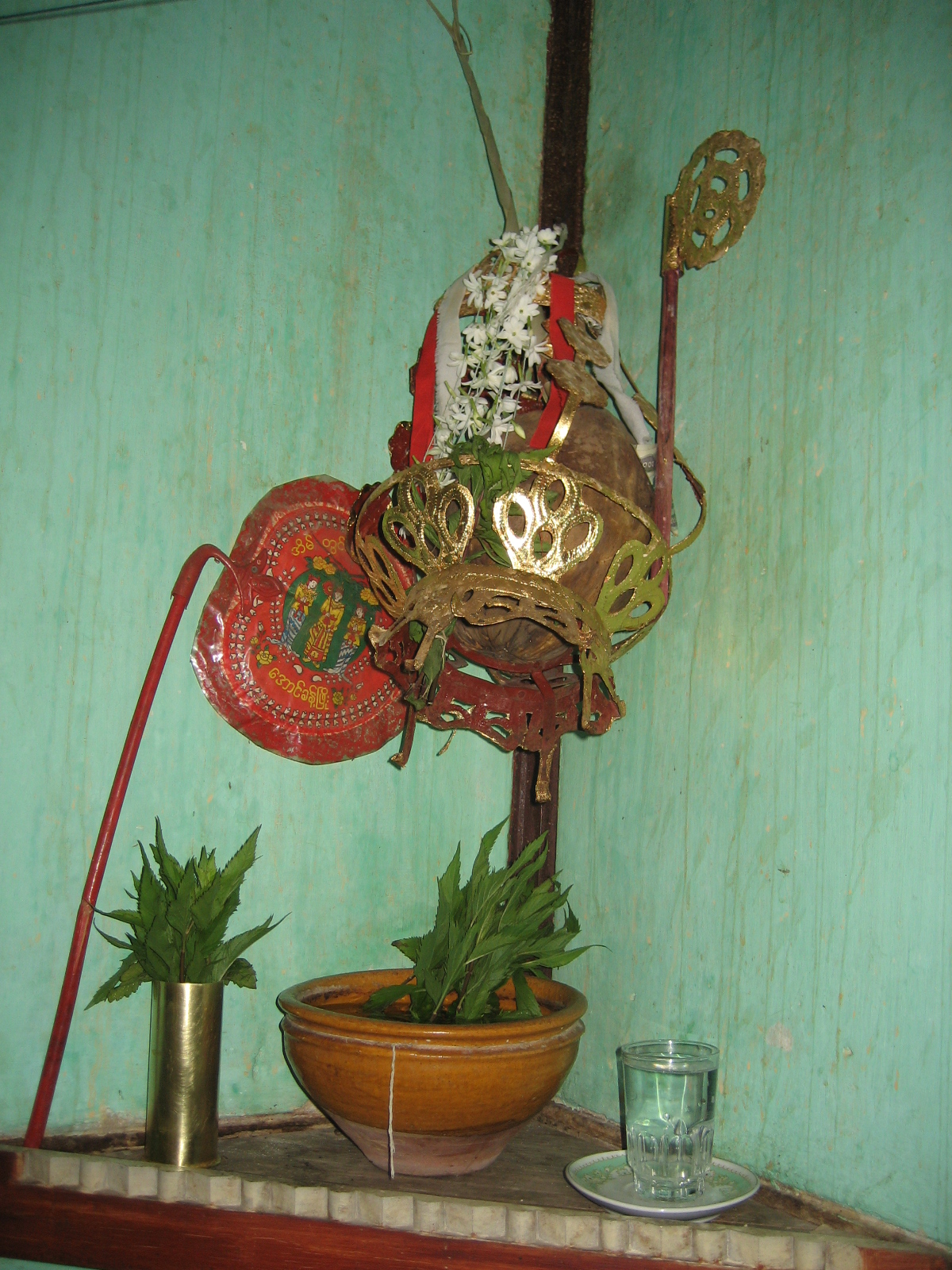
Nat oun نات اوون بر پایه‌ای آویزان شده در یک خانه

نات (နတ်) (နတ်؛ MLCTS: nat; IPA: [naʔ]) ارواح خداگونه‌ای هستند که در میانمار و کشورهای همسایه در پیوند با آئین بودایی بودیسم مورد احترام قرار می‌گیرند. آنها بین ۳۷ نات بزرگ تقسیم می‌شوند که توسط پادشاه آناوراهتا زمانی که لیست رسمی نات‌ها را رسمی کرد تعیین شدند. بیشتر ۳۷ نات بزرگ انسان‌هایی بودند که با مرگ‌های خشونت‌آمیز مواجه شده‌بودند.
در باور برمه‌ای دو نوع نات وجود دارد: nat sein (နတ်စိမ်း) که انسان‌هایی هستند که پس از مرگشان خدایی شده‌اند و همه نات‌ها که ارواح طبیعت هستند (ارواح آب، درختان و غیره).
مانند قدیس‌ها، نات‌ها را می‌توان به دلایل مختلفی تعیین کرد، از جمله مواردی که فقط در مناطق خاصی در برمه شناخته شده‌اند. پرستش نات در مناطق شهری کمتر از مناطق روستایی رایج است و در میان اقلیت‌های قومی میانمار و همچنین در جامعه بامار رایج است. با این حال، در میان بامارهای بودایی تراوادا است که توسعه یافته‌ترین شکل مراسم و مناسک دیده می‌شود.
دو نوع نات